# Neal Bledsoe
Pour les articles homonymes, voir Bledsoe.
Neal Bledsoe est né le 26 mars 1981 à Toronto au Canada mais a été élevé à Seattle USA. C’est un acteur, écrivain et cinéaste canadien et américain. Il est connu pour son rôle de Tyler (le fils de Claire Meade) dans la saison 4 d'Ugly Betty.
Neal est le fils de Mahalia McKellar  et d’un père inconnu. De plus, son parent est l’ancien quart-arrière de la NFL Drew Bledsoe. .

## Biographie
Il s’est inscrit à l’école Shawnigan Lake, un pensionnat mixte 
En 2005, il est diplômé de l'École d'Art de Caroline du Nord.
Il est aussi diplômé de Shawnigan Lake School - un chef de file d'embarquement canadienne de l'école).
Vie privée
Il a vécu plusieurs années avec Asha Leo, mannequin britannique

## Filmographie
| Années    | Titre                                     | Le nom de l'épisode | Rôle                      |
| --------- | ----------------------------------------- | --- | ------------------------- |
| 2005      | The Ridge                                 | C'est une pièce de théâtre | Acteur                    |
| 2005      | The Guiding Light                         | Série télévisée (2 épisodes) | Quinn                     |
| 2006      | The Hunters                               | Série télévisée | Troy Hunter               |
| 2006      | Six Degrees                               | Saison 1 - Épisode 12 | Roger                     |
| 2007      | I'm Paige Wilson                          | Série télévisée | Birdy                     |
| 2007      | Les Experts : Manhattan                   | Série télévisée(1 épisode)"Comes Around"                                                                                                | Sam Friar                 |
| 2007      | Six Degrees                               | Série télévisée (1episode:1x12) "Objects in the Mirror"                                                                                 | Roger                     |
| 2007      | As the world turns                        | Série télévisée (3 épisodes) | Gary Bradshaw             |
| 2008-2009 | Lipstick Jungle : Les Reines de Manhattan | Série télévisée (1 épisode :1x1)"Pilot"(Tout comme Sex and the City, Lipstick Jungle est adapté à partir du roman de Candace Bushnell). | Leading Man               |
| 2008      | New York, section criminelle              | saison 7, épisode 15 Please Note We Are No Longer Accepting Letters of Recommendation from Henry Kissinger                              | Kevyn                     |
| 2008      | Les Noces Rebelles                        | Film de Sam Mendes | Un invité de la fête      |
| 2009      | The Beautiful Life                        | Série télévisée(1 épisode:1x2) " The Beautiful Aftermath"                                                                               | Chad                      |
| 2009      | Gossip Girl                               | Série télévisée(1 épisode: 3x6) "Enough About Eve"                                                                                      | Josh Ellis                |
| 2010      | A Kiss for Jed Wood                       | Film de Maurice Linnane | Jed Wood                  |
| 2009-2010 | Ugly Betty                                | Série TV - Saison 4 - Épisodes 9-14-15-17-18-19-20                                                                                      | Tyler                     |
| 2010      | New York unité spéciale                   | Saison 12 - Épisode 14 | CSU                       |
| 2010      | Blue Bloods                               | Saison 1 - Épisode 17 | Cassidy                   |
| 2010      | Sex And The City 2                        | Film de Michael Patrick King | Kevin                     |
| 2011      | Body of profs                             | Saison 1 - Épisode 6 | Stephen Burnett           |
| 2012      | Smash                                     | Série Tv - Saison 1 - Épisodes 4-5-6-7-8-9-10                                                                                           | John Goodwin              |
| 2013      | Un Noël tous ensemble                     | |                           |
| 2013-2014 | Ironside                                  | Série TV - Saison 1 | Teddy                     |
| 2014      | Les Mystères de Laura                     | Série Tv - Saison 1 - Épisodes 11-12-14-17                                                                                              | Tony Abbott               |
| 2015      | The man in the High Castle                | Saison 1 - Épisodes 3 - 4 - 8 - 9 | Captain Connolly          |
| 2016      | Code Black                                | Saison 2 - Épisode 8 | Paul Wentworth            |
| 2016      | Timeless                                  | The Assassination of Abraham Lincoln (saison 1, épisode 2)                                                                              | Robert Todd Lincoln       |
| 2017      | Un Noël à Ashford                         | De Mel Damski | Robert Marley             |
| 2018      | Shameless                                 | Saison 9 - Épisodes 2-6-7-8-13 | Max Whitford              |
| 2019      | N.C.I.S.                                  | Nouvelle-Orleans - saison 6 Épisodes 10-11-14                                                                                           | Man in thé rend suit      |
| 2020      | Lincoln                                   | A la poursuite du Bone Collector : saison 1 Épisode 7                                                                                   |                           |
| 2020      | Le manège magique de Noël                 | Don McCutcheon | Whitaker                  |
| 2020      | Marvel                                    | Les agents du S.H.I.E.L.D. - saison 7 Épisode 4-5                                                                                       | Wilfred « Freddy » Malick |
| 2021      | Younger                                   | Saison 7 - épisode 5 | Vince                     |
| 2020      | A Soldier’s Revenge                       | | Franck                    |
| 2021      | Blacklist                                 | Saison 9 épisode 13 | Maverick Sawyer           |
| 2022      | Noël au drive-In                          | | Holden                    |
| 2022      | The Winter Palace                         | | Prince Henry              |
| 2022      | Must Love Christmas                       | | Nick                      |
| 2023      | Susie Searches                            | | Brady Wren                |
| 2023      | Weak Layers                               | | Dane Blake                |
| -         | Unîtes Mars                               | Doris Evan Project / Colony - Saison 1                                                                                                  | Lewis                     |
| -         | I’m Paige Wilson                          | Saison 1 | Birdy                     |